# Pluskwiaki półwodne
Pluskwiaki półwodne (Gerromorpha, syn. Amphibicorisae) – infrarząd pluskwiaków z podrzędu różnoskrzydłych. Takson kosmopolityczny. Opisano ponad 2100 gatunków.
Gerromorpha wywodzą się prawdopodobnie z triasu, jednak ich szczątki znajdowane są znacznie rzadziej niż Nepomorpha. Spośród ponad 30 znanych gatunków fosylnych najstarsze pochodzą z dolnej kredy.

## Opis
Grupa różnorodna morfologicznie. Od pluskwiaków wodnych wyróżniają się czułkami zawsze dłuższymi od głowy. Ponadto wszystkie gatunki mają spód i boki ciała pokryte gęstym i krótkim owłosieniem chroniącym przed zwilżeniem wodą. Częsta jest u nich krótkoskrzydłość, a nawet bezskrzydłość.
Głowę mają wydłużoną, z wyłupiastymi oczami, zwykle z parą szczecinek ocznych. Przyoczka obecne, zredukowane lub całkiem zanikłe. Czułki zawsze czteroczłonowe, choć u Hebridae na ostatnim członie występuje pierścień, przez co wyglądają na pięcioczłonowe. Osadzone są środkowo-grzbietowo na guzków, zwykle położonych daleko z przodu oczu. Kłujka również czteroczłonowa, zwykle długa i smukła. Dorosłe mają trzy, rzadziej cztery pary trichobotriów głowowych, osadzonych w głębokich kutykularnych dołkach. Nadgębie zaopatrzone jest w długi i wąski wyrostek zewnętrzny. Mięśnie dźwigacze żuwaczek są kwadratowe, natomiast dźwigaczy szczęk brak. Owłosienie ciała jest gęste i dwuwarstwowe.
Szerokie przedplecze tworzy krótki przedni płat otaczający zapotylicę i niekiedy formujący kołnierzyk. U form długoskrzydłych boczne i tylne krawędzie przedplecza tworzą płat tylny, który zakrywać może całe śródplecze i często także środek zaplecza. Formy krótko- i bezskrzydłe mają tylny płat przedplecza zredukowany lub całkiem zanikły, a śródplecze zgrubiałe. Tarczka nieobecna, śladowa lub zredukowana, tylko u Mesoveloidea i Madeovelia duża. Przednie skrzydła całe skórzaste, tylne błoniaste. Biodra odnóży w większości przypadków oddalone od siebie, ale u wodizarkowatych mocno zbliżone. U wielu nartnikowatych i wodziarkowatych odnóża są długie i zmodyfikowane celem utrzymania na powierzchni wody. Krętarze wyposażone są w części dosiebnej w kutykularne narządy zmysłowe, prawdopodobnie proprioreceptory, szczególnie liczne u nartnikowatych i plesicowatych. Stopy dorosłych są pierwotnie trójczłonowe, ale u błotnicowatych, nartnikowatych i niektórych plesicowatych liczba członów ulega redukcji przez ich zlewanie. Przedstopia są zmiennej budowy. Pierwotnie składają się na nie dwa długie, hakowate pazurki połączone z unguitraktorem i stawowo ze stopą, para szczecinkowatych parempodiów osadzonych na dystalnym końcu unguitraktora oraz dwa poziome arolia ulokowane między pazurkami: grzbietowe z nich może być szczecinkowate lub spłaszczone.
Odwłok samców jest z zewnątrz siedmioczłonowy, a samic ośmioczłonowy, przy czym ósmy segment jest od spodu podzielony. Tergity odwłoka zazwyczaj podzielone są na mediotergit i parę tworzących listewkę brzeżną laterotergitów, zaś sternity i pleuryty zlewają się w sternopleura. Pierwszy sternopleuron jest scalony z zapiersiem, z wyjątkiem Rhagadotarsinae. Narządy rozrodcze samców prymitywne. Ósmy człon odwłoka jest walcowaty, dziewiąty łódkowaty i tworzy pygofor, zaś dziesiąty wieczkowaty i tworzy proktiger. Fallus osadzony jest na pygoforze i złożony z nasadowej, zesklerotyzowanej falloteki i dystalnego, błoniastego edeagusa. Po bakach fallusa wyrastają paramery. Narządy rozrodcze samic odznaczają się długą, rurkowatą, całkowicie gruczołową spermateką i obecnością wtórnego kanału zapładniającego.

## Ekologia
Pluskwiaki te żyją na powierzchni wody, wchodząc w skład pleustonu. Są drapieżnikami odżywiającymi się owadami spadłymi na powierzchnię wody. Chodzą także po roślinach wodnych. Zimują i chronią się przed falami na lądzie.

## Systematyka
Do infrarzędu tego należy ponad 2100 opisanych gatunków. Dzieli się go na 8 rodzin zgrupowanych w 4 nadrodziny:
- Gerroidea
  - Gerridae – nartnikowate
  - Hermatobatidae
  - Veliidae – plesicowate
- Hebroidea
  - Hebridae – błotnicowate
  - Macroveliidae
  - Paraphrynoveliidae
- Hydrometroidea
  - Hydrometridae – poślizgowate
- Mesovelioidea
  - Mesoveliidae – wodziarkowate